# Miss Moneypenny
Miss Moneypenny, personnage de fiction de la saga James Bond, est la secrétaire de M, le patron de James Bond. 
Elle entretient avec l'agent secret une relation faite d'humour, d'ambiguïté et de sous-entendus.
Moneypenny est l'un des rares personnages féminins capables de tenir tête à James Bond, de ne pas succomber à son charme et de répondre à ses provocations.

## Romans
Le personnage apparaît dès le premier roman de Ian Fleming, Espions, faites vos jeux, publié en 1953.

### Série dérivéeThe Moneypenny Diaries
Samantha Weinberg (en), sous le pseudonyme de Kate Westbrook, a publié plusieurs romans et nouvelles centrés sur le personnage.
Romans
- 2005 : The Moneypenny Diaries: Guardian Angel, publié au Royaume-Uni par John Murray
- 2 novembre 2006 : Secret Servant: The Moneypenny Diaries, publié au Royaume-Uni par John Murray
- 1er mai 2008 : The Moneypenny Diaries: Final Fling, publié au Royaume-Uni par John Murray

Nouvelle
- novembre 2006 : For Your Eyes Only, James
- novembre 2006 : Moneypenny's First Date With Bond

### Biographie fictive
Jane Vivien Moneypenny est née le 9 août 1931 à Nairobi (Kenya). Après la disparition de son père Hugh Moneypenny (présumé mort durant la Seconde Guerre mondiale) et la mort de sa mère Irene (durant le massacre de Lari pendant la guerre des Mau Mau), elle quitte la ferme familiale et part s'installer en Angleterre avec sa petite sœur Helena ; elle a alors 21 ans. Quelques mois après son arrivée, elle rejoint le Secret Intelligence Service. En septembre 1956, Moneypenny part en mission à Royale-les-Eaux avec James Bond. Elle doit lui fournir un alibi. En 1962, elle fréquente l'architecte Richard Hamilton et se rend deux fois à Cuba : la première pour porter secours à James Bond et la seconde pour l'aider à prendre des photos de missiles nucléaires. Elle recevra une médaille de la part du gouvernement américain pour ses actions à Cuba. Cette même année, elle est victime de chantage : on lui promet des informations sur son père en échange de quelques secrets du SIS ; elle refuse. En 1964, elle part quelques semaines à Moscou, sur les ordres de M, pour tenter de faire revenir en Angleterre Eleonor Philby, l'épouse de Kim Philby. La mission est un échec mais elle apprend cependant la vérité sur la mort de son père. En 1964, elle est persuadée de l'existence d'un traître au sein du SIS et est affectée quelques semaines en remplacement à la station J (Jamaïque). À son retour, M ne veut pas d'elle comme sa secrétaire personnelle et elle est affectée comme secrétaire de Christopher Hunter (le Deputy Chief) puis de Percy Warren (le Deputy Cabinet Office Secretary). Après la démission de M en 1965, elle est affectée comme secrétaire de son successeur, Sir Jack Gavascon. En 1983, elle prend sa retraite en Écosse à North Uist. À la mort de M, en 1989, Moneypenny reçoit de celui-ci un dossier révélant l'identité du traître de l'époque et prend contact avec lui. Elle meurt avec le traître en octobre 1990, tous deux morts du même « accident » de noyade ; elle s'était cependant préparée à mourir et voulait qu'il paye pour ses actes passés. Moneypenny a également tenu des journaux intimes depuis la disparition de son père et a eu plusieurs caniches (Rafiki, Uhuru). Il est aussi fortement sous-entendu dans Final Fling qu'elle aurait pu avoir une sorte de liaison avec James Bond dans ses vieux jours.

## Cinéma
Le personnage apparaît dans tous les films James Bond, excepté Casino Royale (2006)  et Quantum of Solace (2008).

### Interprètes
Films « officiels »  d'EON Productions
- Lois Maxwell

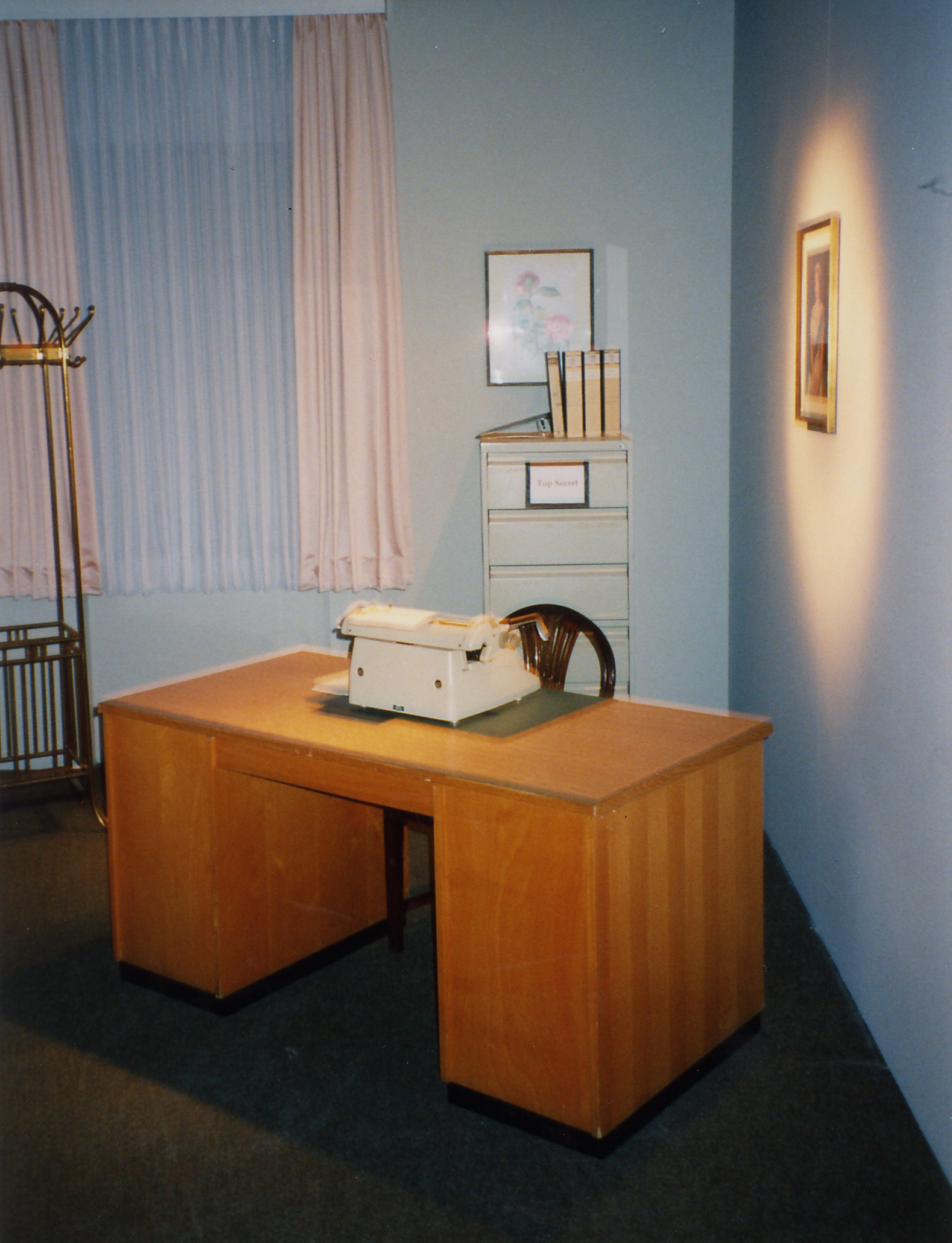
Le bureau de Miss Moneypenny interprétée par Lois Maxwell.

1. James Bond 007 contre Dr. No en 1962
2. Bons baisers de Russie en 1963
3. Goldfinger en 1964
4. Opération Tonnerre en 1965
5. On ne vit que deux fois en 1967
6. Au service secret de Sa Majesté en 1969
7. Les diamants sont éternels en 1971
8. Vivre et laisser mourir en 1973
9. L'Homme au pistolet d'or en 1974
10. L'Espion qui m'aimait en 1977
11. Moonraker en 1979
12. Rien que pour vos yeux en 1981
13. Octopussy en 1983
14. Dangereusement vôtre en 1985

- Caroline Bliss

1. Tuer n'est pas jouer en 1987
2. Permis de tuer en 1989.

- Samantha Bond

1. GoldenEye en 1995
2. Demain ne meurt jamais en 1997
3. Le monde ne suffit pas en 1999
4. Meurs un autre jour en 2002

- Naomie Harris

1. Skyfall en 2012
2. Spectre en 2015
3. Mourir peut attendre en 2021

Films « hors-série »
- Barbara Bouchet interprète Miss Moneypenny dans Casino Royale en 1967
- Pamela Salem interprète Moneypenny dans Jamais plus jamais en 1983

Autre
- Lois Maxwell joue un rôle similaire, celui de Miss Maxwell, dans le film parodique italien Opération frère cadet en 1967 ; avec Neil Connery, le frère de Sean Connery dans le rôle principal.
- Lois Maxwell reprend le rôle dans le film parodique français Bons baisers de Hong Kong en 1975

## Jeux vidéo
En 2000, elle est doublée par Henrietta Bass dans Le monde ne suffit pas. En 2005, le personnage apparaît dans Bons baisers de Russie sous les traits de Lois Maxwell et avec la voix de Karly Rothenberg.

## Polémique

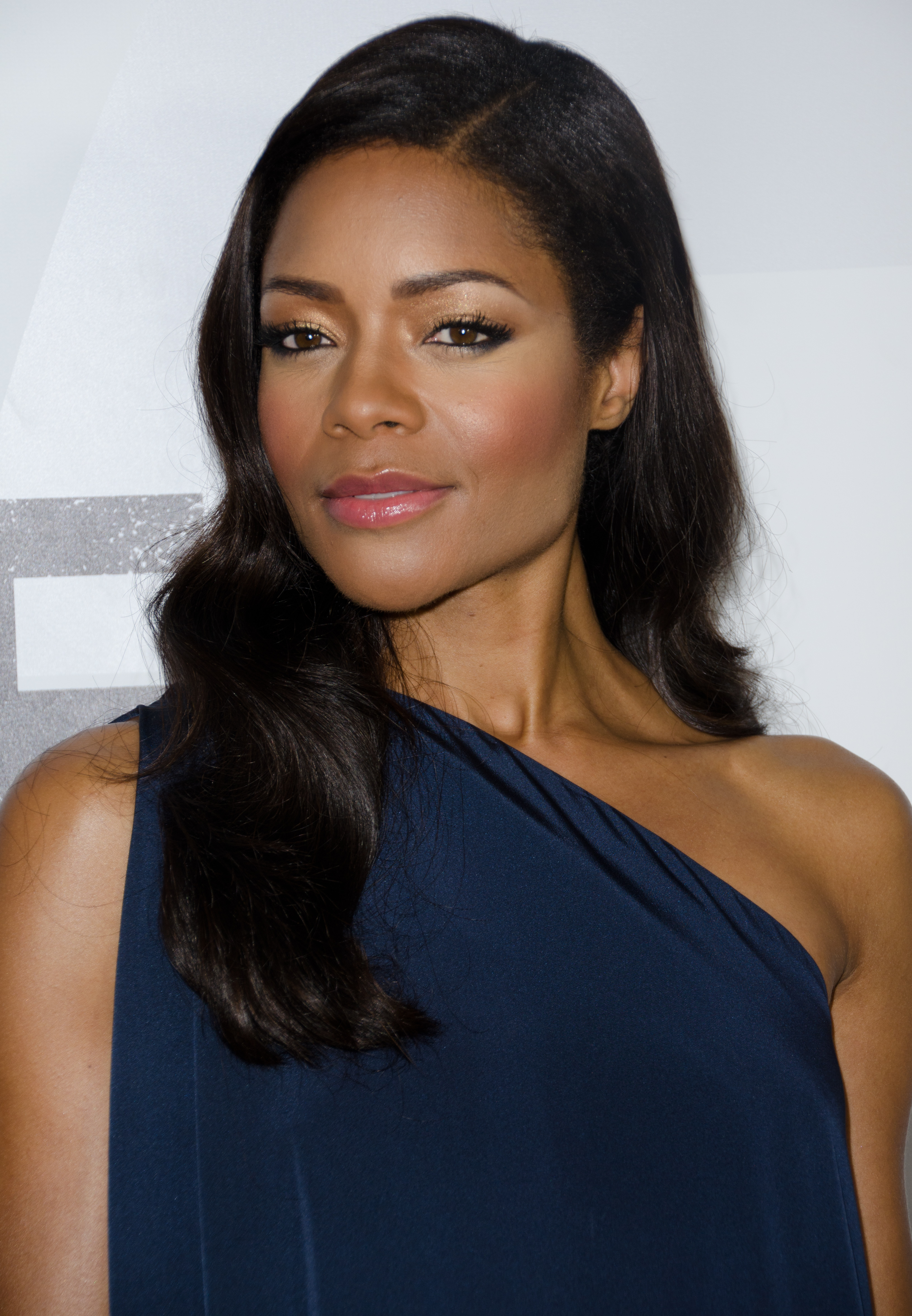
Naomie Harris à la première australienne de James Bond - Skyfall au State Theatre à Sydney, 2012.

En 2012 lors de la sortie du 23e volet de la saga, Skyfall, l'interprète de Moneypenny a suscité la polémique. Les fans de 007 ont été indignés voire choqués par la nouvelle interprète du personnage. Pour cause, Moneypenny était jusque-là incarnée par Lois Maxwell dans 14 films, puis Caroline Bliss dans 2 films, et enfin Samantha Bond dans 4 films. Toutes trois étaient des actrices blanches et n'avaient qu'un seul rôle, celui de secrétaire ; tandis que Naomie Harris est une actrice noire et que, contrairement à ses devancières, elle campe un personnage qui est à la fois agent de terrain et secrétaire.